# Premi Factor Humà Mercè Sala
El Premi Factor Humà Mercè Sala reconeix des del 2009 les bones pràctiques en la gestió de les persones en les organitzacions. El premi el lliura la Fundació Factor Humà, creada per Mercè Sala el 1997, que fou presidenta de la Renfe i del Consell de Treball Econòmic i Social de Catalunya, regidora de l'Ajuntament de Barcelona i presidenta de la Fundació UPC. La fundació Factor Humà comptava amb 61 empreses i organitzacions associades el 2017. Anna Fornés dirigia la Fundació el 2014.

## Història
La primera edició d'aquest premi va tenir lloc en 2009, coincidint amb el 1r aniversari de la mort de Mercè Sala. Des de llavors, les organitzacions distingides han estat:
- La Fageda (2009)[5][6]
- Metalquimia (2010)[7]
- Desigual (2011)[8]
- Hospital Sant Joan de Déu (2012)[9]
- Softonic (2013)[10][11]
- AMES (2014)[12]
- Amat Immobiliaris (2015)[13]
- Affinity Petcare (2016)[14]
- Ampans (2017)[1]
- El Celler de Can Roca (2018)[15]